# Джузепе Саволди
Джузепе Саволди (на италиански: Giuseppe Savoldi; роден на 21 януари 1947 година в Горлаго, Бергамо) е италиански футболист. Играе като нападател за Аталанта (Бергамо), Болоня и Наполи, и също за Италианския национален отбор.

## Биография
Саволди дебютира в Серия А през 1965 година в състава на „Аталанта“. От 1968 до 1975 година играе за „Болоня“, където участва в 201 мача, и отбелязва 85 гола. През 1975 година подписва с „Наполи“ за рекордна цена — два милиарда лири (£ 1,2 млн.).
След „Наполи“ той отново се завръща в „Болоня“. През 1980 година Саволди е въвлечен в скандал и е дисквалифициран за 3,5 години. След две години е помилван и се завръща на футболното поле през сезон 1982/83, който е и последен в неговата кариера, с „Аталанта“.
През цялата си кариера в „Серия А“ изиграва 405 мача в които вкарва 168 гола. Въпреки тези впечатляващи постижения, в националния отбор не му върви особено: на всеки четири мача по един гол.
Първите му три години като треньор започват през 1988 година в „Телгате“, напускайки го на следващия сезон, година преди разформироването му. До 1991 година тренира „Карарезе“.
По-малкият му брат Джанлуиджи Саволди и синът му Джанлука Саволди също са били професионални футболисти.